# Forrest Compton
Forrest Compton (Reading, 15 settembre 1925 – Shelter Island, 4 aprile 2020) è stato un attore statunitense.
Morì nel 2020 per complicazioni da Covid-19. 

## Filmografia parziale

### Cinema
- Il sesto eroe (The Outsider), regia di Delbert Mann (1961)
- McBain, regia di James Glickenhaus (1991)

### Televisione
- The Gray Ghost – serie TV, episodio 1x04 (1957)
- Navy Log – serie TV, episodio 3x19 (1958)
- Flight – serie TV, 4 episodi (1959)
- Sotto accusa (Arrest and Trial) – serie TV, episodio 1x15 (1964)
- Gomer Pyle: USMC – serie TV, 41 episodi (1964-1969)
- Gli eroi di Hogan (Hogan's Heroes) – serie TV, 6 episodi (1965-1970)
- F.B.I. (The F.B.I.) – serie TV, 10 episodi (1965-1973)
- Ai confini della notte (The Edge of Night) – soap opera, 3521 puntate (1971-1984)
- Quando si ama (Loving) – soap opera, 14 puntate (1992-1993)
- Ed – serie TV, 3 episodi (2001-2002)